# Guarcino
Guarcino település Olaszországban, Lazio régióban, Frosinone megyében. Lakosainak száma 1489 fő (2023. január 1.). Guarcino Filettino, Fiuggi, Torre Cajetani, Trivigliano, Vico nel Lazio, Alatri, Morino és Trevi nel Lazio községekkel határos.

## Népesség
A település lakossága az elmúlt években az alábbi módon változott:
| Lakosok száma | 1610 | 1580 | 1489 |
|               | 2017 | 2018 | 2023 |